# Benjamin Tarnowsky
Pour les articles homonymes, voir Tarnowski.
Benjamin Mikhaïlovitch Tarnowsky (en russe : Вениамин Михайлович Тарновский) est un médecin vénérologue et sexologue russe né le 21 juillet 1837 à Koursk et mort le 18 mai 1906 à Paris. Bien qu’il soit aujourd’hui très oublié, il fut en son temps une sommité mondialement reconnue dans les domaines de la vénéréologie et de la sexologie.

## Biographie
Après ses études médicales à l’université de Moscou en 1859, il se marie et se rend à Paris où, auprès de Ricord, il se spécialise en urologie et en vénéréologie, approfondissant particulièrement l’étude de la syphilis. De retour en Russie en 1860, il s’installe comme médecin généraliste à Saint-Pétersbourg, tout en travaillant à l’hôpital municipal Kalinkin. Ses méthodes hétérodoxes de traitement de la syphilis lui valent l’incompréhension de ses confrères plus âgés, mais il gagne rapidement une certaine réputation. En 1865, afin de se rendre compte de l’état sanitaire des populations du point de vue vénérien, il organise et dirige personnellement une visite médicale systématique des populations des districts de Vitebsk et de Pskov.
En 1868, Tarnowsky passe son doctorat d’État sur la thèse Sur le diagnostic des maladies vénériennes chez les femmes et les enfants et est nommé chargé de cours à l’Académie de médecine militaire de l’université de Saint-Pétersbourg. En même temps, avec l’appui du prince Souvorov, gouverneur de Saint-Pétersbourg, il fonde à l’hôpital Kalinkin une école de formation sur la syphilis, l’école Souvorov, réservée aux sages-femmes. Celles-ci avaient pour mission de diffuser les méthodes de prévention de la maladie dans les régions rurales de Russie où la syphilis faisait de terribles ravages. « La mission du médecin, disait-il, n’est pas seulement de soigner la maladie, il est aussi, par l’observation des causes, de rechercher et de faire connaître tous les moyens de la prévenir. »
En 1871, il fonde à l’université de Saint-Pétersbourg la première chaire de vénéréologie de Russie. Son caractère d’une rare amabilité, ainsi que ses dons d’orateur et la qualité de son enseignement lui attirent l’admiration et l’affection de ses étudiants. Sa réputation s’étend bientôt aux milieux médicaux de toute la Russie. Fort des avancées pastoriennes, il conteste les résultats de Véré-Delisle et entreprend divers essais de traitement de la syphilis par sérothérapie, injection de suppurations, etc. Dès 1861, il avait publié Sur le traitement de la syphilis par la vaccination selon la méthode d’Eltsin puis, en 1868 Sur le traitement de la syphilis par les injections sous-cutanées selon la méthode de Levin.
Dès la création des Congrès de médecin russe, en 1885, il est chargé de l’organisation et de la direction de la section Dermatologie et Vénéréologie. Cette même année, il fonde la Société russe de syphiliologie dont il est président jusqu’à 1902, lorsque des problèmes de santé le contraignent à démissionner ; il est alors nommé président honoraire perpétuel. Il participe aux Congrès de Londres en 1896 et de Paris l’année suivante. C’est en 1897 qu’il parvient à réunir un Congrès de vénéréologie de toute la Russie, réunissant les médecins spécialisés venus du pays tout entier. Il prononce à l’ouverture de ce congrès un discours mémorable.
On reconnaissait à Tarnowsky, aussi bien dans ses cours que dans ses écrits, un style particulièrement clair, précis, logique et élégant. À la demande du Haut-Commandement militaire, il écrit La Maturité sexuelle, ouvrage à l’intention des jeunes conscrits en particulier et des jeunes gens en général, et destiné à « donner à la jeunesse des notions justes sur la vie sexuelle et les dangers auxquels elle s’expose ». Dans le même registre de la vulgarisation, Tarnowsky publie un ouvrage d’hygiène sexuelle pour les jeunes gens, devenu extrêmement populaire : La Puberté, son évolution, ses anomalies et ses affections.
À la fin du XIXe siècle, la « dégénérescence », ou altération de la « race », est une cause communément admise des maladies vénériennes et des comportements sexuels déviants. Les études de Tarnowsky s’inscrivent dans ce schéma. Il analyse la transmission héréditaire de la syphilis (La Famille syphilitique) ; les effets psychiatriques de la syphilis (L’Aphasie syphilitique ; Des effets de la syphilis sur le système nerveux central).
L’approfondissement des causes des maladies vénériennes vues sous l’angle de la « dégénérescence » le conduisent à s’intéresser aux comportements sexuels. Après l’étude de l’abolition de la prostitution en Italie, il publie La Prostitution et son abolition dans laquelle il apparaît comme un adversaire de l’abolition de la prostitution : celle-ci, bien contrôlée est, selon lui, un meilleur obstacle à la contagion vénérienne qu’une interdiction sans contrôle.
En 1886 paraît à Berlin son ouvrage L’Instinct sexuel et ses manifestations morbides au double point de vue de la jurisprudence et de la psychiatrie, publié en russe quelques mois avant la Psychopathia sexualis de Krafft-Ebing et qui constitue la première étude scientifique de sexologie et de pathologie sexuelle ; en 1898 il publie, toujours à Berlin, Études anthropologiques et médico-légales sur la pédérastie en Europe qui, malgré son titre est consacrée essentiellement à l’étude de la pédérastie en Russie. Si ces études sont aujourd’hui considérées comme désuètes, elles demeurent d’un intérêt considérable pour le matériau documentaire qu’elles contiennent ainsi que pour l’histoire des idées.
Tarnowsky possédait à Yalta une merveilleuse résidence où il passait les hivers. Très diminué par une faiblesse cardiaque, il vint passer l’hiver 1905-1906 à Nice, espérant y recouvrer des forces ; c’est à Paris où il s’était arrêté pour un bref séjour lors de son retour vers la Russie qu’il mourut le 18 mai 1906. Il est enterré au cimetière de Yalta.

## Sources
- Nekrologe, Archiv der Suche in der Dermatologie, Volume 81, Number 1, août 1906, Springer Verlag, SpringerLink
- Grande Encyclopédie biographique Russe